# Acanthurus leucosternon
Acanthurus leucosternon е вид бодлоперка от семейство Acanthuridae. Видът не е застрашен от изчезване.

## Разпространение и местообитание
Разпространен е в Бангладеш, Британска индоокеанска територия, Йемен, Индия (Андамански и Никобарски острови), Индонезия, Иран, Кения, Кокосови острови, Коморски острови, Мавриций, Мадагаскар, Майот, Малдиви, Мианмар, Мозамбик, Оман, Остров Рождество, Реюнион, Сейшели, Сомалия, Тайланд, Танзания, Френски южни и антарктически територии (Нормандски острови), Шри Ланка и Южна Африка.
Обитава тропически води, океани, морета, заливи, рифове и крайбрежия. Среща се на дълбочина от 2,3 до 15 m, при температура на водата от 27,2 до 28,8 °C и соленост 32,3 – 35,2 ‰.

## Описание
На дължина достигат до 54 cm.